# Deutsche Bank Research
Die Deutsche Bank Research, auch DB Research, ist eine von der Deutschen Bank AG abhängige Forschungseinrichtung. Sie dient ihrem Finanzinstitut als Denkfabrik und Veranstaltungs- und Veröffentlichungsplattform zur Auswertung wirtschaftlicher, gesellschaftspolitischer Strömungen und der Finanzmärkte. Nach eigenen Angaben dient DB Research der „Umfeldbeobachtung für die Deutsche Bank“.
Selbstgesteckte inhaltliche Zielsetzungen sind: Asien, Wachstumspolitik Deutschland, demografischer Wandel, Stichwort: Altersvorsorge und Auswirkungen auf Kapitalmärkte, digitale Ökonomie, Energie und Klimawandel, europäische Integration und Globalisierung.
Leiter der Einrichtung ist David Folkerts-Landau (in Personalunion Chefvolkswirt der Deutsche Bank Gruppe).
Die Forschungseinrichtung ist Mitglied im Netzwerk Europäische Bewegung Deutschland.